# Kore de Berlín
La  Kore de Berlín o Diosa de Berlín es una kore de Época arcaica realizada en el año 570 a. C. descubierta en la ciudad de Keratea, que formaba parte del Ática, Grecia. Descubierta en 1923 en estado completo, desde entonces se expone en la Antikensammlung Berlin.
Se considera otro ejemplo importante de escultura griega antigua que mantiene gran parte de su policromía, con restos de sus pigmentos rojos, amarillos y azules originales presentes.

## Descubrimiento
La kore fue descubierta aproximadamente en 1923, en la ciudad de Olympos, parte de la actual Keratea. Al parecer, estaba cubierta de plomo cuando se encontró in situ. Posteriormente, entró en el mercado del arte, donde estuvo en posesión del arqueólogo Theodor Wiegand. La kore fue examinada en una ocasión y ofrecida a John Marshall en 1925, un marchante de antigüedades que estaba ampliando activamente las galerías griega y romana del Museo de Bellas Artes de Boston y del Museo Metropolitano de Arte, pero finalmente fue rechazada. Fue adquirida por la Antikensammlung Berlin en 1924-1925, según los archivos del museo, donde se expuso en el Altes Museum y en el Museo de Pérgamo durante toda su exhibición.
Durante la Segunda Guerra Mundial, la kore fue retirada de la exposición para protegerla de los ataques aéreos y, posteriormente, durante la batalla de Berlín, el 1 de mayo de 1945, fue confiscada por las autoridades soviéticas, donde se expuso en el Museo del Hermitage como "trofeo de guerra" y como "Tesoro de la cultura mundial salvado por la Unión Soviética", donde se exhibió en San Petersburgo y Moscú. Al cumplirse el décimo aniversario de la creación de República Democrática Alemana, la escultura fue repatriada y expuesta en el Pérgamo. Fue objeto de una exposición especial en Tokio y Kioto en 1973.
En 2009, fue sometida a un tratamiento de conservación, y posteriormente fue devuelta a su ubicación original en el Altes Museum, en su propia vitrina en lugar de estar de pie libremente. En el museo se designa como SK 1800.

## Descripción

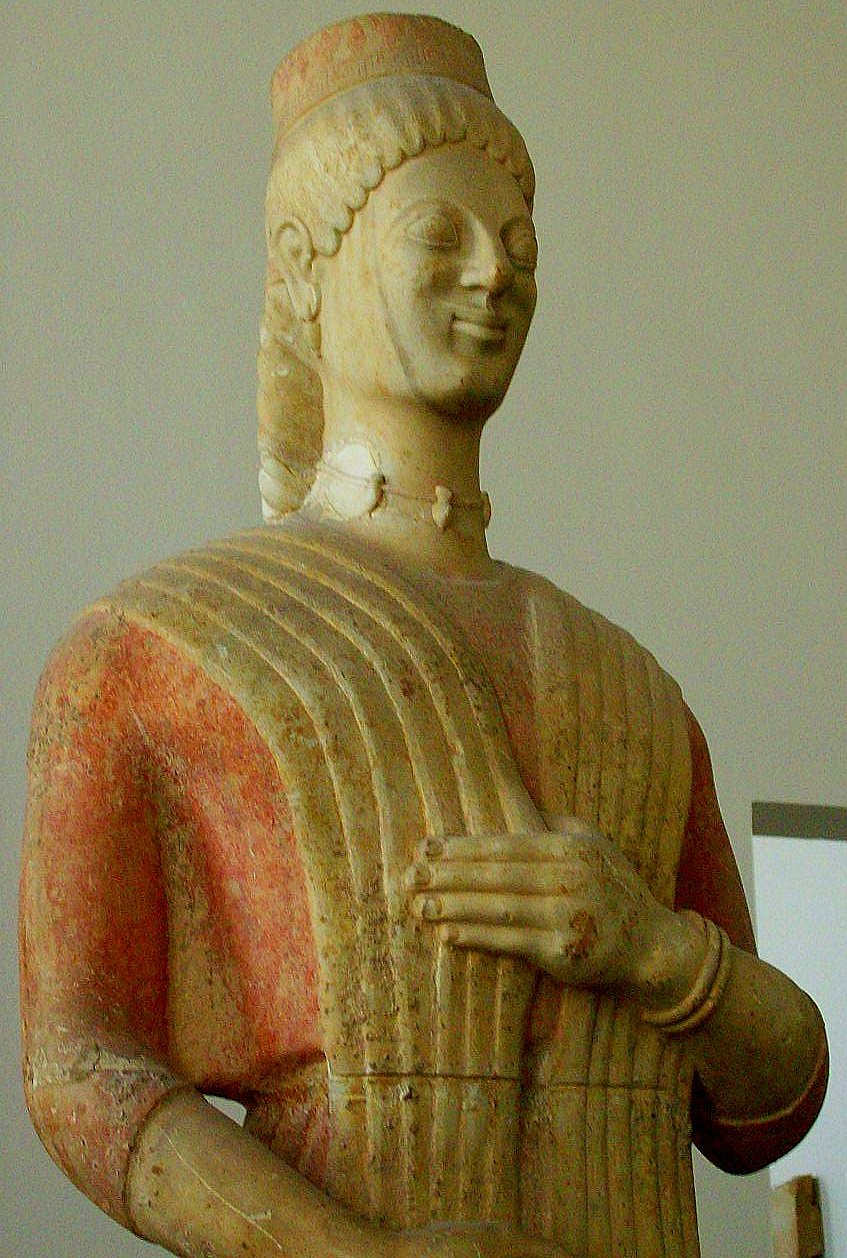
Restos de pigmento presentes.

Representa a una mujer de pie estoicamente, vistiendo un epiblema, un chal rectangular sobre un peplos con cinturón. De pie en pose frontal, con los brazos flexionados, sostiene una granada en la mano derecha junto a la cadera derecha, conocida por sus asociaciones funerarias.
La escultura mantiene su policromía, con presencia de pigmentos rojos y azules en las vestiduras; también se observa que la kore berlinesa es rubia y se aprecia pigmento amarillo en el cabello.
El pelo está trenzado en forma de ondas festoneadas, y atado detrás de las orejas como un doble flequillo bajo el cuello. Lleva un polos decorado con capullos de loto, asociados a las diosas de la fertilidad. Está adornada con un collar, pendientes a juego, colgantes en forma de capullo y una pulsera en espiral en la muñeca izquierda.
Es probable que la Kore de Berlín sea una estatua conmemorativa, en comparación con la del Kuros (NAMA 4890) y de la Kore de Frasiclea, aunque la Kore de Berlín carece de una descripción conmemorativa en su plinto como tiene  Frasiclea.

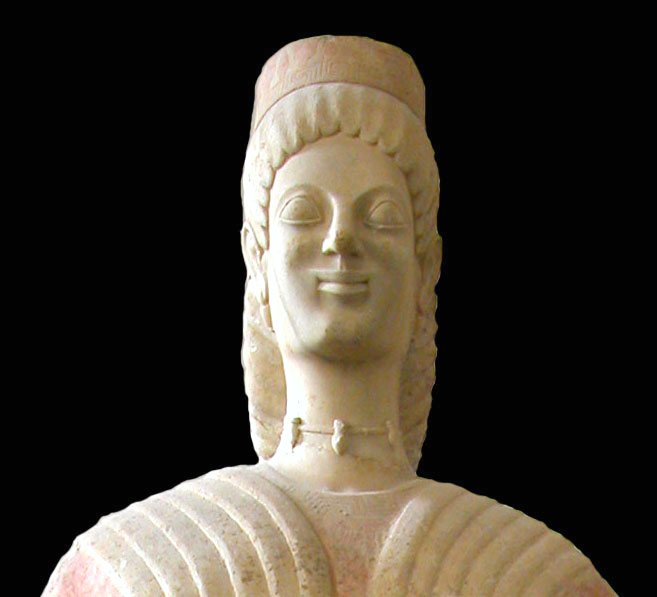
Vista frontal.
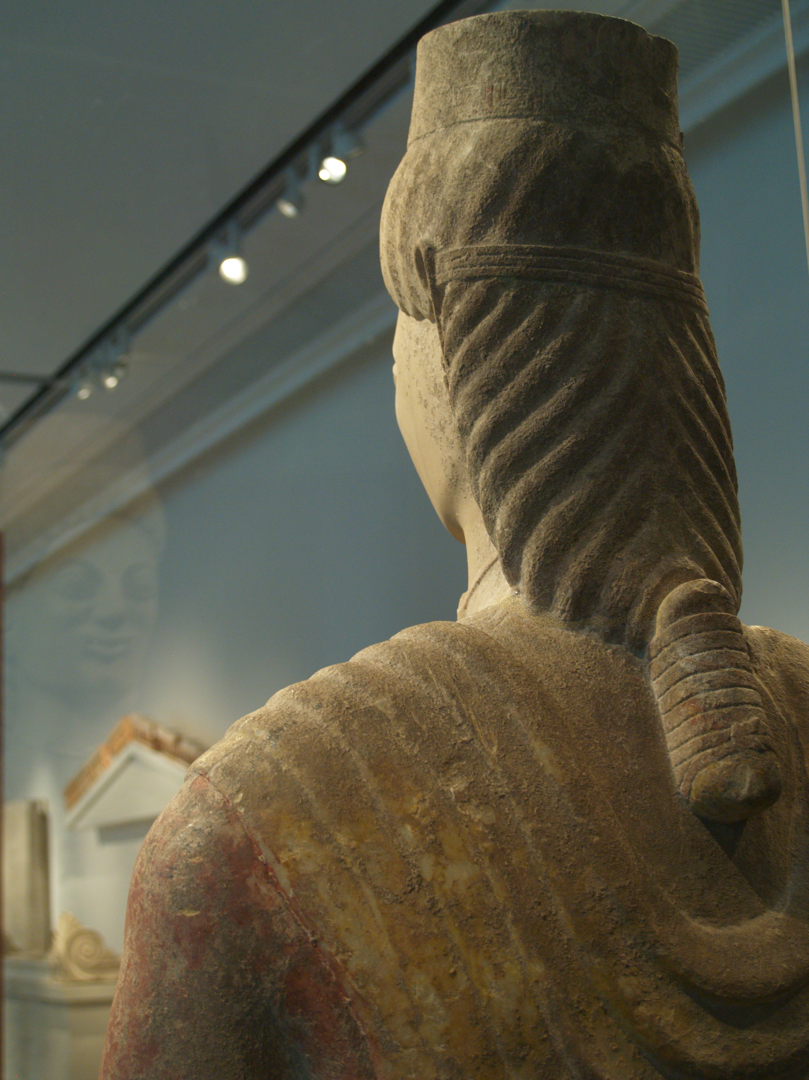
Vista desde atrás.
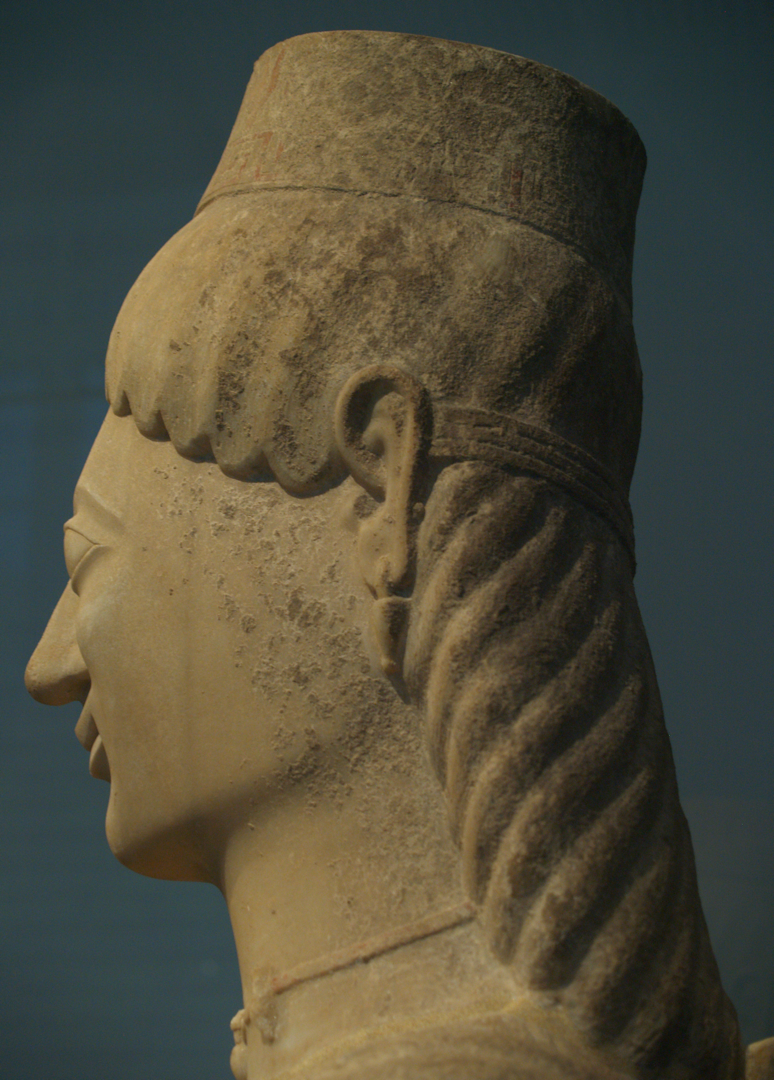
Perfil lateral.
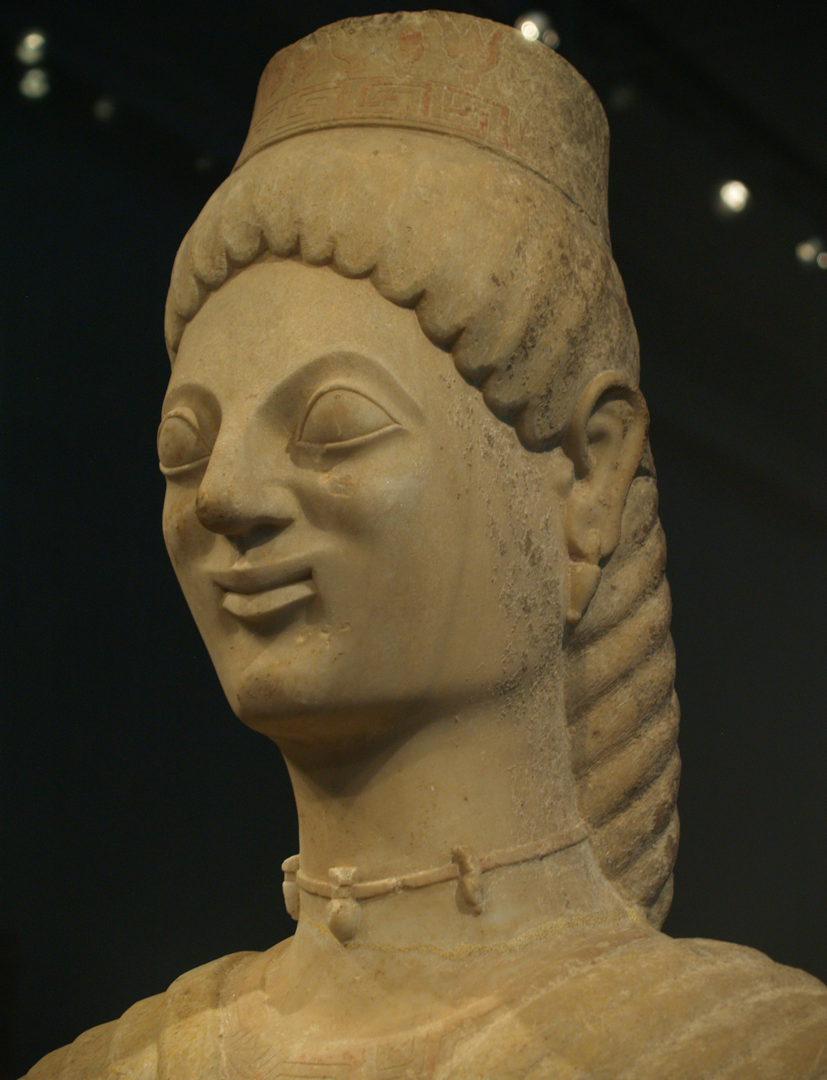
Detalles de la cabeza y el cabello, ángulo medio frontal.
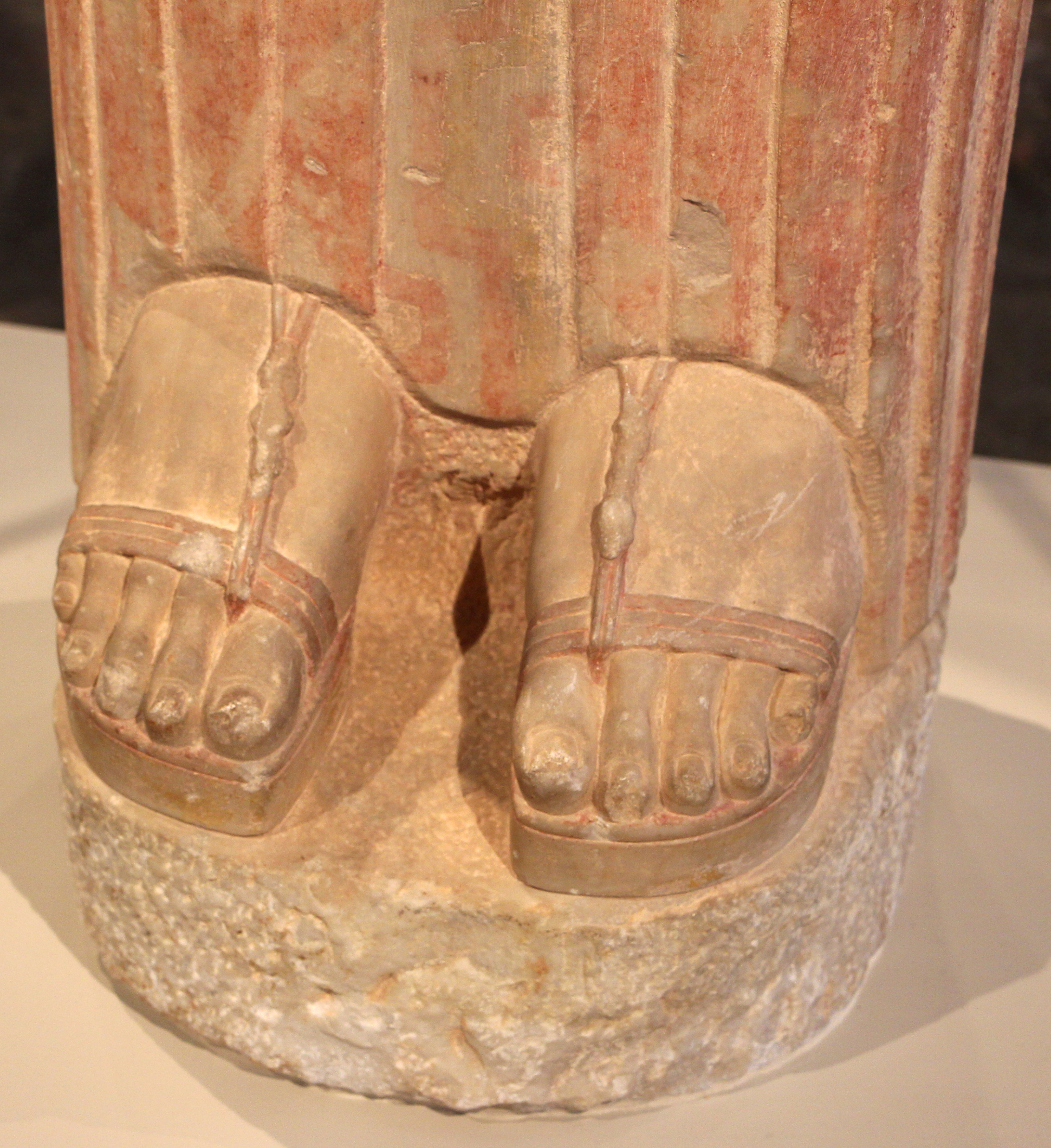
Sandalias.
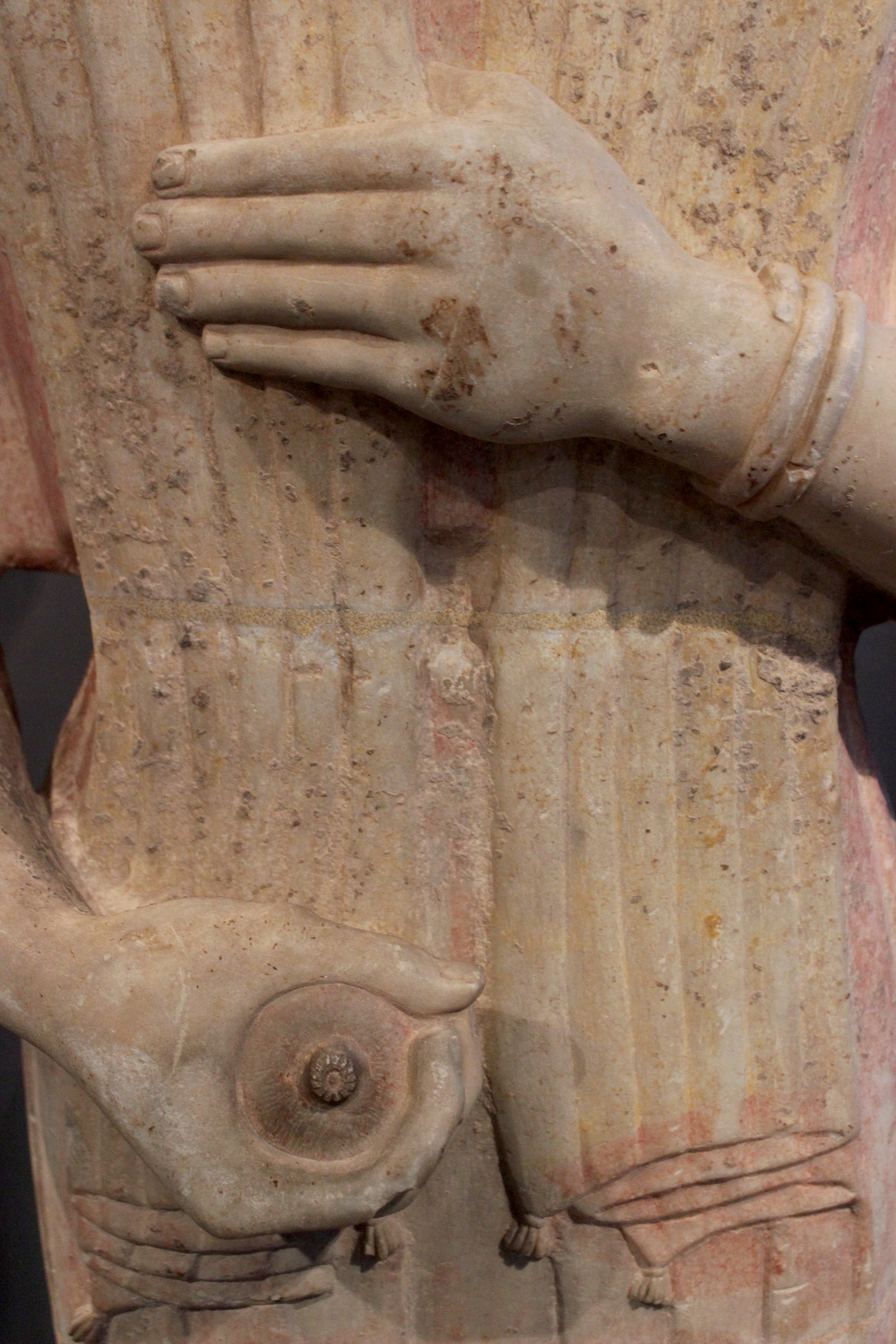
La granada.